# Bendon
Bendon – jednostka osadnicza w Stanach Zjednoczonych, w stanie Michigan, w hrabstwie Benzie.